# HERG
hERG (de l'anglais : human Ether-à-go-go-Related Gene) est un canal potassique important, c'est-à-dire une protéine jouant le rôle de canal ionique. Elle est voltage-dépendant. Elle fait sortir le potassium de la cellule.
Le blocage de ce canal entraine des fibrillations en cardiologie, c'est-à-dire une modification de l'onde QT sur l'électrocardiogramme qui peut aboutir à un arrêt cardiaque. Les antihistaminiques peuvent bloquer ce canal par exemple.